# Rockridge (BART)
Rockridge is een metrostation in de Amerikaanse stad Oakland (Californië) aan de Pittsburg/Bay Point-SFO/Millbrae Line van het BART netwerk.